# Grupo de Prüfer

El 2-grupo de Prüfer. <g_{n}: g_{n+1}^{2} = g_{n}, g_{1}^{2} = 1>

En matemáticas, y en especial en teoría de grupos, el p-grupo de Prüfer, grupo p-cuasicíclico o el p∞-grupo, Z(p∞), para un número primo p es el único p-grupo en el que cada elemento tiene p p-ésimas raíces. El grupo se llama en honor a Heinz Prüfer. Es un grupo abeliano numerable que juega un importante papel en la clasificación de grupos abelianos infinitos.
El p-grupo de Prüfer puede ser representado como un subgrupo del grupo circular, U(1), como el conjunto de las pnésimas raíces de la unidad con n que se extiende sobre todos los enteros no negativos:
{\displaystyle \mathbf {Z} (p^{\infty })=\{\exp(2\pi im/p^{n})\mid m\in \mathbf {Z} ^{+},\,n\in \mathbf {Z} ^{+}\}.\;}
Alternativamente, el p-grupo de Prüfer puede ser visto como el p-subgrupo de Sylow de Q/Z, que consiste en aquellos elementos cuyo orden es una potencia de p:
{\displaystyle \mathbf {Z} (p^{\infty })=\mathbf {Z} [1/p]/\mathbf {Z} .}
Hay una presentation (escrita aditivamente)
{\displaystyle \mathbf {Z} (p^{\infty })=\langle x_{1},x_{2},\dots |px_{1}=0,px_{2}=x_{1},px_{3}=x_{2},\dots \rangle .}
El p-grupo de Prüfer es el único p-grupo infinito que es localmente cíclico (cada conjunto finito de elementos genera un grupo cíclico).
El p-grupo Prüfer es divisible.
En el lenguaje del álgebra universal, un grupo abeliano es subdirectamente irreducible si y sólo si éste es isomorfo a un p-grupo finito o isomorfo a un grupo de Prüfer.
En la teoría de grupos topológicos localmente compactos el p-grupo de Prüfer (dotado con la topología discreta) es el dual de Pontryagin del grupo compacto de los enteros p-ádicos, y el grupo de enteros p-ádicos es el dual de Pontryagin dual del p-grupo de Prüfer.
Los p-grupos de Prüfer para todos los primos p son los únicos grupos infinitos cuyos subgrupos son totalmente ordenados por inclusión. Como no hay un subgrupo máximo de un p-grupo de Prüfer, éste es su propio subgrupo de Frattini.
{\displaystyle 0\subset \mathbf {Z} /p\subset \mathbf {Z} /p^{2}\subset \mathbf {Z} /p^{3}\subset \cdots \subset \mathbf {Z} (p^{\infty })}
Esta sucesión de inclusiones expresa al p-grupo de Prüfer como el límite directo de sus subgrupos finitos.
Como un {\displaystyle \mathbf {Z} }-módulo, el p-grupo de Prüfer es artiniano, pero no noetheriano, y del mismo modo, como grupo, es artiniano pero no noetheriano. Por lo tanto, se puede utilizar como un contraejemplo en contra de la idea de que cada módulo artiniano es noetheriano (considerando que todo anillo artiniano es noetheriano).